# Hassi Ben Abdellah
Hassi Ben Abdellah (em árabe: حاسي بن عبد ﷲ) é uma comuna localizada na província de Ouargla, Argélia. De acordo com o censo de 2008, a população total da cidade era de 4 950 habitantes.